# E penso a te (album)
E penso a te è un album di inediti realizzato dai Ricchi e Poveri e pubblicato nel 1981 su etichetta Baby Records. 
I 10 brani contenuti all'interno sono tra i più noti della band nella formazione a tre. Tra questi il più famoso in assoluto è Sarà perché ti amo.

## Descrizione

### Storia
L'album, il secondo per la Baby Records, è il primo realizzato dal gruppo come trio subito dopo la defezione di Marina Occhiena con cui il quartetto avrebbe dovuto partecipare al Festival di Sanremo di quell'anno, con il brano Sarà perché ti amo. Infatti, nel 1981 Marina lascia il gruppo a causa di forti contrasti con Angela e tenta l'avventura da solista. Nonostante ciò, si effettua ugualmente la partecipazione a Sanremo ma in una nuova veste da trio. Il brano presentato diventa uno dei più grandi successi della loro carriera, uno dei più conosciuti del loro repertorio nella formazione a tre. Il noto pezzo, intitolato Sarà perché ti amo, ottiene "solo" il quinto posto sul palco dell'Ariston, ma diventa uno dei singoli di maggior successo dell'anno. Gli autori sono Pupo, Daniele Pace e Dario Farina.
Il suddetto disco, E penso a te, sbanca le classifiche e rappresenta uno dei primi album italiani a tentare, riuscendoci, la carta dell'estrazione multipla di singoli (ben quattro) rompendo la consolidata tradizione italiana, soprattutto di quel periodo, che prevedeva la promozione di un album in quanto lavoro unitario, senza singoli promozionali, o tutt'al più trainato da non più di un 45 giri, possibilmente giustificato dalla partecipazione a qualche manifestazione che ne motivi l'uscita, come Sanremo, Festivalbar od altre vetrine dell'epoca. Molte tracce tra le più conosciute del repertorio della band come trio fanno proprio parte di questo lavoro.
In virtù dell'enorme successo ottenuto, l'album è stato ristampato, sempre dalla Baby Records, nel 1983 (a due anni dalla prima pubblicazione), con il nuovo titolo di Sarà perché ti amo e la medesima track listing (rispettando anche l'ordine originario dei brani).
Dunque, il primo singolo estratto dall'album è Sarà perché ti amo. Il secondo è M'innamoro di te, una romantica ballata nello stile più tipico del gruppo, che si classifica al terzo posto al Festivalbar 1981 e raggiunge la seconda posizione in hit parade. I singoli successivi sono Come vorrei, una canzone d'amore proposta in duetto da Angelo e Angela che diventa la sigla di chiusura del programma TV Portobello presentato da Enzo Tortora, e la ballabile ed internazionale Made in Italy, un intreccio di tonalità con suggestive alternanze tra le tre voci ed un ritornello dal ritmo trascinante. Le altre tracce del disco sono: E penso a te, che dà il titolo all'intero LP; Stasera canto, che si differenzia dalle altre per la tanto intensa quanto intima interpretazione di Angela in qualità di solista (questa canzone si trova sul lato B del singolo Come vorrei); Questa sera; Bello l'amore e Ninna Nanna, a cui mettono mano come autori i componenti maschili del trio; e il brano di chiusura Alla faccia di Belzebù, che vede, per la prima volta, la cantante Angela Brambati collaborare nei panni di autrice.
I Ricchi e Poveri iniziano, così, a modificare il loro genere musicale, basato fino ad allora sulle parti corali, iniziando a privilegiare gli interventi solistici e ritornelli con le tre voci che cantano all'unisono.
Nella composizione dei brani sono intervenuti Cristiano Minellono e Dario Farina, che da questo momento divengono autori fissi del gruppo e in particolare saranno artefici di gran parte dei loro pezzi forti degli anni ottanta, e altri autori, tra i quali, Daniele Pace, Gabriele Balducci ed Ezio Maria Picciotta. Gli arrangiamenti musicali sono affidati a Gian Piero Reverberi. L'album deve il successo anche grazie ai collaboratori appena elencati e, soprattutto a Freddy Naggiar, proprietario della Baby Records, a cui va il merito di un importante rilancio dei Ricchi e Poveri sul mercato discografico italiano e l'approdo sul mercato europeo e sudamericano.

### Singoli estratti
- 45 giri: Sarà perché ti amo/Bello l'amore (Baby Records, BR 50232)
- 45 giri: M'innamoro di te/Alla faccia di Belzebù (Baby Records, BR 50243)
- 45 giri: Come vorrei/Stasera canto (Baby Records, BR 50256)
- 45 giri: Made in Italy/Questa sera (Baby Records, BR 50268)

## Le edizioni del 1982 per il mercato di altri paesi

### Versioni spagnole dell'album: "Me enamoro de ti" e "Y pienso en ti"
Un anno dopo, nel 1982, esce la versione in spagnolo di E penso a te, che prende però il titolo in lingua dal secondo dei quattro singoli, diventando così Me enamoro de ti. A differenza delle due edizioni dell'album successivo, "Mamma Maria", praticamente identiche, la diversità tra gli originali italiani e le traduzioni/adattamenti in spagnolo è un po' più evidente. Oltre il titolo, per il quale, come si è visto, viene scelta una canzone completamente diversa, il singolo internazionale Made in Italy diventa Cherie cherie, dall'inciso cantato dalla profonda voce di basso di Franco Gatti; Come vorrei, la prima delle due sigle di Portobello, si trasforma in Dónde estarás (letteralmente: «Dove sarai»); Bello l'amore, lato B del grande successo sanremese, nazionale e internazionale, Sarà perché ti amo, diviene Superamor; e infine, la parola «sera» nei pezzi Stasera canto e Questa sera viene adattata al differente uso spagnolo, dando vita, rispettivamente a Esta noche canto e Esta noche, che finisce con il rendere i titoli delle due tracce, già molto simili in italiano, praticamente identici tra loro.
Tale edizione in spagnolo viene distribuita anche nel Cile, nel Perù e in Argentina, con titolo e tracce invariate. Esce anche negli Stati Uniti d'America, avente per titolo, però, Y pienso en ti (ovvero E penso a te).

#### Singoli estratti
- 45 giri: Serà porqué te amo/Superamor (Baby Records) - Spagna, 1981
- 45 giri: Me enamoro de ti/En la cara de Belcebú (Baby Records) - Spagna, 1981
- 45 giri: Esta noche/Cherie Cherie (Baby Records) - Spagna, 1982

### Versione bulgara dell'album: "I think of you"
Sempre nel 1982, l'album E penso a te esce anche nell'edizione in inglese, realizzata per il mercato bulgaro. A differenza della versione spagnola, che prende il titolo dalla traccia d'apertura e secondo singolo estratto, Me enamoro de ti (dall'italiano M'innamoro di te), l'edizione per la Bulgaria mantiene il titolo originario dell'album italiano, ovviamente nella corrispondente traduzione inglese, che diventa così I think of you. Anche qui, tranne Made in Italy, che resta inalterata, qualche modifica e adattamento si rendono comunque necessari, senza però stravolgere i titoli originali (per esempio, Sarà perché ti amo diventa soltanto Perché ti amo, in Because I love you, perdendo quindi il «sarà» iniziale, mentre Stasera canto viene espansa in I'm singing for you tonight, cioè Stasera canto per te). Fanno eccezione le ultime due tracce, la prima delle quali, Bello l'amore (lato B del 45 giri italiano Sarà perché ti amo), viene trasformato in un più semplice Sweet love (letteralmente, Dolce amore), mentre il brano di chiusura, Alla faccia di Belzebù, il primo (e qui unico) a cui collabora la Brambati come autrice, cambia completamente in Sing with us, vale a dire Canta con noi.
Un'ultima necessaria menzione va fatta alla rappresentazione grafica del titolo dell'album e del nome del gruppo, entrambi riprodotti sia nei tradizionali caratteri latini che in quelli cirillici, tipici dell'alfabeto bulgaro (espediente già utilizzato nell'EP "Concerto live", realizzato sempre per il mercato discografico della Bulgaria, nel 1973).

## Tracce

### Edizione italiana: "E penso a te" - 1981 / Ristampa italiana: "Sarà perché ti amo" - 1983
Lato A 
1. M'innamoro di te (Minellono/Farina) 3.16
2. Sarà perché ti amo (Pace/Ghinazzi/Farina) 3.09
3. Come vorrei (Minellono/Farina) 2.56
4. Made in Italy (Minellono/Reverberi/Farina) 3.31
5. Stasera canto (Minellono/Farina) 2.18

Lato B 
1. E penso a te (Pace/Minellono/Balducci) 3.10
2. Questa sera (Ghinazzi/Picciotta/Farina) 2.39
3. Ninna nanna (Minellono/Sotgiu/Gaviglio) 3.37
4. Bello l'amore (Minellono/Sotgiu/Gatti) 3.24
5. Alla faccia di Belzebù (Brambati/Gatti/Farina) 3.04

N.B. L'album dell'edizione italiana viene distribuito anche per il mercato estero. Fra i Paesi in cui viene pubblicato vi sono Germania, Francia, Svizzera, Belgio, Grecia, Brasile e Russia. Il titolo e le tracce rimangono invariate rispetto alla pubblicazione italiana.

### Edizione spagnola: "Me enamoro de ti" - 1982 / Edizione statunitense: "Y pienso en ti" - 1982
- Lato A

1. Me enamoro de ti
2. Será porqué te amo
3. Dónde estarás
4. Cherie cherie
5. Esta noche canto

- Lato B

1. Y pienso en ti
2. Esta noche
3. Ninna nanna
4. Superamor
5. En la cara de Belcebú

N.B. Tutti i brani in spagnolo sono tradotti da Luis Gòmez Escolar.

### Edizione bulgara: "I Think of You" - 1982
- Lato A

1. I'm in Love with You
2. Because I Love You
3. How I Wish
4. Made in Italy
5. I'm Singing for you Tonight

- Lato B

1. I Think of You
2. Tonight
3. Lullaby
4. Sweet Love
5. Sing with Us

## Classifiche
L'album rimane nella classifica italiana degli LP per 31 settimane, a cavallo tra il 1981 e il 1982, raggiungendo come massima posizione la numero 5.

### Posizione massima
| Paese  | Posizione |
| ------ | --------- |
| Italia | 5         |

### Posizione di fine anno
| Anno | Paese  | Posizione |
| ---- | ------ | --------- |
| 1982 | Italia | 22        |

## Formazione
Musicisti
- Ricchi e Poveri (Angela Brambati, Angelo Sotgiu, Franco Gatti) - voci
- Curt Cress - batteria, percussioni
- Gian Piero Reverberi - tastiera, sintetizzatore
- Dave King - basso
- Martin Harrison - batteria, percussioni
- Christian Schulze - tastiera, sintetizzatore
- Gunther Gebauer - basso
- Klaus Kosney - chitarra
- Hermann Weindorf - tastiera, sintetizzatore
- Geoff Stradling - tastiera, sintetizzatore
- Paola Orlandi, Mario Balducci, Lalla Francia, Gabriele Balducci, Eloisa Francia - cori

Produzione
- "Union Studios" di Monaco di Baviera; "Sound Emporium Studios" di Nashville (U.S.A.) - studi di registrazione
- "Country Lane Studios" di Monaco di Baviera - studi di missaggio
- Mauro Balletti - foto di copertina
- Grapyche Magica 2000 (Milano) - grafica di copertina
- Universal Music Italia - edizioni musicali
- Televis - edizioni musicali
- Televis/Allione - edizioni musicali A1; A2
- Televis/Reverberi - edizioni musicali A4
- Baby Records - produzione

## Dettagli pubblicazione
| Paese  | Data | Etichetta    | Formato | Nº Catalogo |
| ------ | ---- | ------------ | ------- | ----------- |
| Italia | 1981 | Baby Records | 33 giri | BR 56024    |

Pubblicazione & Copyright: 1981 - Baby Records, Via Timavo, 34 - Milano.

Distribuzione: CGD - Messaggerie Musicali S.p.A. - Milano.